# 鄂西卷耳
鄂西卷耳（学名：Cerastium wilsonii）是石竹科卷耳属的植物，是中国的特有植物。分布在中国大陆的陕西、河南、安徽、四川、甘肃、湖北、云南等地，生长于海拔1,170米至2,000米的地区，一般生长在山坡和林缘，目前尚未由人工引种栽培。

## 别名
威氏卷耳（拉汉种子植物名称）